# Болонская колбаса
Болонская колбаса — варёная колбаса, представляющая собой упрощённую вариацию мортаделлы, исторически являющейся кулинарным специалитетом итальянского города Болонья. В отличие от мортаделлы, болонская колбаса не шпигуется кубиками шпика. Кроме того, если мортаделла изготовляется исключительно из свинины, то болонская может быть приготовлена также из курятины, индюшатины, говядины, оленины, комбинации или соевого белка. Типичная приправа для болонской включает перец чёрный, мускатный орех, ямайский перец, семена сельдерея и кориандр, и, как и мортаделле, миртовые ягоды придают ей особый вкус. 
Правительственные постановления США требуют, чтобы американская болонская была тонко измельчена и без видимых кусочков жира. Болонскую колбасу используют для приготовления барбекю-болонья, кулинарного специалитета штата Оклахома.